# Горішнє Кирково
Горішнє Ки́рково (болг. Горно Кирково) — село в Кирджалійській області Болгарії. Входить до складу общини Кирково.

## Населення
За даними перепису населення 2011 року у селі проживала 521 особа, з них 486 осіб (99,8%) — болгари.
Розподіл населення за віком у 2011 році:
Динаміка населення: